# ペトロニラ・メルジーネ・フォン・デア・シューレンブルク (ウォルシンガム女伯爵)
ウォルシンガム女伯爵ペトロニラ・メルジーネ・フォン・デア・シューレンブルク（英語: Petronilla Melusine von der Schulenburg, Countess of Walsingham、1693年4月1日 - 1778年9月16日）は、グレートブリテン王ジョージ1世と愛妾のケンダール女公爵エーレンガルト・メルジーネ・フォン・デア・シューレンブルクの庶子、チェスターフィールド伯爵夫人。

## 生涯
グレートブリテン王ジョージ1世と愛妾のケンダール女公爵エーレンガルト・メルジーネ・フォン・デア・シューレンブルクの庶子として生まれた。フリードリヒ・アハズ・フォン・デア・シューレンブルク（Friedrich Achaz von der Schulenburg）と妻マルグレーテ・ゲルトルート（ケンダール女公爵の姉）の娘として洗礼を受けた。ジョージ1世の娘であることが公的に認定されることはなく、あくまでもケンダール女公爵の姪として扱われた。
1711年にハノーファー選帝侯妃ゾフィーの女官になり、1714年に姉アンナ・ルイーゼ（1692年生）と妹ゲルトルート（1701年生）とともにイギリスに移住した。1722年にイギリスに帰化したが、強いドイツ訛りは最後まで直らなかった。同年4月7日、一代貴族であるグレートブリテン貴族におけるサフォーク州のアルドバラ女男爵とノーフォーク州のウォルシンガム女伯爵に叙された。
1733年9月5日、ミドルセックスのアイズルワースでホイッグ党の政治家第4代チェスターフィールド伯爵フィリップ・スタンホープと結婚した。2人の関係は疎遠だったが、チェスターフィールド伯爵がアイルランド総督に就任したとき、ウォルシンガム女伯爵は同伴してダブリンに向かった。
2人の間に子供はいなかったが、1723年に第5代バルティモア男爵チャールズ・カルバートと秘密結婚して、1730年から1732年頃にベネディクト・スウィンゲート・カルバートを非嫡出子として産んだ可能性がある。ベネディクトの母は不明であるが、一部の文献ではベネディクトの母をメルジーネ・フォン・デア・シューレンブルクと示唆した。
1778年9月16日に死去した。母と姉アンナ・ルイーゼと同じくメイフェアのグローヴナー・チャペルに埋葬された。